# Georgij Kedren
Georgij Kedren (grško Γεώργιος Κεδρηνός  [Georgios Kedrinos]) je bil bizantinski menih, o katerem je znano samo to, da je živel v 11. stoletju in da je avtor zgodovinskega dela   Sinopsis zgodovine (grško Συνοψις ιστοριον [Sinopsis historion]).
Kedrenov Sinopsis se začenja s stvaritvijo sveta in končuje z letom 1057. Pisan je v obliki letopisa in ga je treba jemati z veliko rezervo, zlasti zato, ker avtor očitno ni imel smisla za zgodovino. V nekaterih sodbah je izrazito tendenciozen in tako lahkoveren, da bi ga lahko brez pomote uvrstili med pisce legend. Del Sinopsisa, ki se nanaša na dogodke iz njegovega obdobja, ni tako slab, vendar ne najboljši, ker očitno ni bil dorasel presojanju dogodkov in časa, v katerem je živel. Ker je njegovo delo obširno in vsebuje obilo podatkov, je uporabno v kombinaciji z drugimi viri, samostojno pa sploh ne. Izjema so odlomki, v katerih navaja zanesljive vire. 
Velik del vsebine Kedrinovega Sinopsisa je tudi v delih njegovega sodobnika Ivana Skilice, zato so med zgodovinarji pogoste razprave, ali je Kedrin prepisoval od Skilice ali Skilica od njega. Ker se Skilicevo delo končuje z letom 1081 in ker je bil Skilica bolj izobražen in je bolje presojal dogajanja, je bolj verjetno, da je prepisoval Kedrin, vendar samo prvi del    Skiliceve Kronike.